# Narodni park Lahemaa
Narodni park Lahemaa je narodni park na severu Estonije, 70 kilometrov vzhodno od glavnega mesta Talin. Finski zaliv je severno od parka, avtocesta Tallinn-Narva (E20) pa na jugu. Njegovo območje obsega 725 km² (vključno 250,9 km² morja) . To je bilo prvo območje, ki je bilo označeno za narodni park v nekdanji Sovjetski zvezi. Je največji park v Estoniji in eden največjih narodnih parkov v Evropi. Njegov akt poziva k ohranjanju, raziskovanju in spodbujanju severnoestonskih pokrajin, ekosistemov, biotske raznovrstnosti in narodne dediščine.

## Zgodovina
Ime Lahemaa izvira iz najbolj temeljito proučenega in obiskanega dela severnoestonske obale, kjer so štirje veliki polotoki (Juminda, Pärispea, Käsmu in Vergi) ločeni drug od drugega s štirimi zalivi (Kolga, Hara, Eru in Käsmu). Lahemaa se v grobem prevaja kot 'dežela zalivov'.
Narodni park, ustanovljen leta 1971, je ena glavnih turističnih razglednic v Estoniji. Več podjetij ponuja pakete za enodnevni izlet iz Talina, medtem ko se mnogi tja peljejo sami.
Z gozdovi, ki pokrivajo več kot 70 odstotkov Laheme, je območje bogato z rastlinstvom in živalstvom. Pokrajina ima veliko visokih barij, med njimi 7000 let star rezervat Laukasoo. Park, skozi katerega vodi več poti, je polno divjih živali, vključno s populacijo divjih svinj,  jelenov, volkov, medvedov in risov. Obala je prekrita s skalami in balvani, ki jih žerjavi vsako leto uporabljajo kot postanke na poti proti Bosporju in Egiptu. 
V narodnem parku so štirje dvorci: 
- dvorec Palmse; Posestvo Palmse (nemško Palms) je v srednjem veku pripadalo samostanu svetega Mihaela v Talinu in se leta 1510 omenja kot dvorno posestvo. Od leta 1676 do estonske razglasitve neodvisnosti leta 1919 je pripadlo baltskim Nemcem družini von der Pahlen. Gradnja sedanje stavbe se je začela v lasti Gustava Christiana von der Pahlena leta 1697 po načrtih arhitekta Jacoba Staëla von Holsteina.[3]
- slikovita graščina Vihula; Najstarejše navedbe posestva segajo v leto 1501. V večjem delu svoje zgodovine je pripadal baltskim nemškim plemiškim družinam. V času sovjetske okupacije Estonije je v dvorcu živela kolektivna kmetija. Sedanja glavna zgradba, ki jo je zasnoval Friedrich Modi, izvira iz leta 1892, ko je bila prejšnja hiša uničena v požaru. Gre za nepravilno zgradbo z neorenesančnimi detajli.[4]
- dvorec Kolga je najbolj znan klasicističen dvorec. Kolga je bil prvič omenjen leta 1241 pod imenom Põdratut. Leta 1488 se je imenoval Purckell. Od leta 1290 je bilo tam naselje menihov, imenovana vila Kolco. Posestvo je do leta 1519 pripadalo cistercijanskemu samostanu Romov na otoku Gotland, preden je postalo last danske krone. Srednjeveška graščina je bila verjetno močno utrjena, vendar je bila v Livonski vojni večinoma uničena. Od leta 1558 je začasno pripadal danskemu guvernerju Christophu von Münchhausenu. Od leta 1581 kot darilo švedskega kralja plemiču Pontusu de la Gardieju. Konec 17. stoletja je prešel k družini Stenbock. Leta 1626 so bili odstranjeni ostanki cistercijanske naselbine. Kmalu se je na graščinskem posestvu začela gradnja. Predhodnik današnje kamnite graščine je bil zgrajen leta 1642. Obnovljen je bil v baročnem slogu od 1765 do 1768. Čudovit dvorec je dobil svoj trenutni klasicistični videz v 1820-ih, ko so bila ojačana bočna krila in dodano drugo nadstropje. Za vhodni prostor je značilen reprezentativni portik, sestavljen iz šestih združenih stebrov.
- baročna graščina Sagadi[5], najbolj obiskan dvorec v Estoniji, ki skupaj z drugimi tremi sestavlja eno najbolj nenavadnih skupin dvorcev v državi. Dvorec Sagadi (nemško: Saggad) je bil prvič omenjen v pisnih virih leta 1469. V svoji zgodovini je pripadal več različnim baltskim nemškim družinam. Dvorec v rokoko slogu je bil zgrajen v letih 1749-1753, katerega načrti so se nenavadno ohranili. Družina von Fock, ki je bila lastnica posestva, je za gradnjo hiše najela mojstra graditelja Johana Nicolausa Vogla. Stavba je bila obnovljena v letih 1793-1795 in je dobila današnji eleganten, zgodnji klasicistični videz tistega časa. Manjše spremembe so bile izvedene leta 1894 pod vodstvom arhitekta Rudolfa von Engelhardta. V večjem delu 20. stoletja je bila v dvorcu šola. Obnovljen je bil v letih 1977-1987.[6]

Pred letom 1991 je Sovjetska zveza pri Hari upravljala veliko tajno podmorniško bazo. Podstavek je bil zgrajen v 1950-ih v času hladne vojne. Razvaline te nekdanje sovjetske podmorniške baze so zdaj v celoti v Lahemaaji v bližini svetilnika Lahemaa.

## Galerija
- Polotok Käsmu.
- Barje Viru v južnem delu parka
- Barje Viru
- Svetilnik Juminda
- Reka Valgejõgi teče skozi narodni park
- Sončni vzhod na barju Viru
- Slap Nõmmeveski
- Gozd Oandu
- Zaliv Hauaneeme pri vasi Pärispea
- Reka Loobu blizu Porgaste
- Slap Vasaristi